# Oud-Empel
Oud-Empel est un village situé dans la commune néerlandaise de Bois-le-Duc, dans la province du Brabant-Septentrional. En 2009, le village comptait 50 habitants.
Oud-Empel est situé le long de la digue de la Meuse, au nord de Bois-le-Duc. Jusqu'en 1971, le village faisait partie de la commune d'Empel en Meerwijk.

## Notes et références

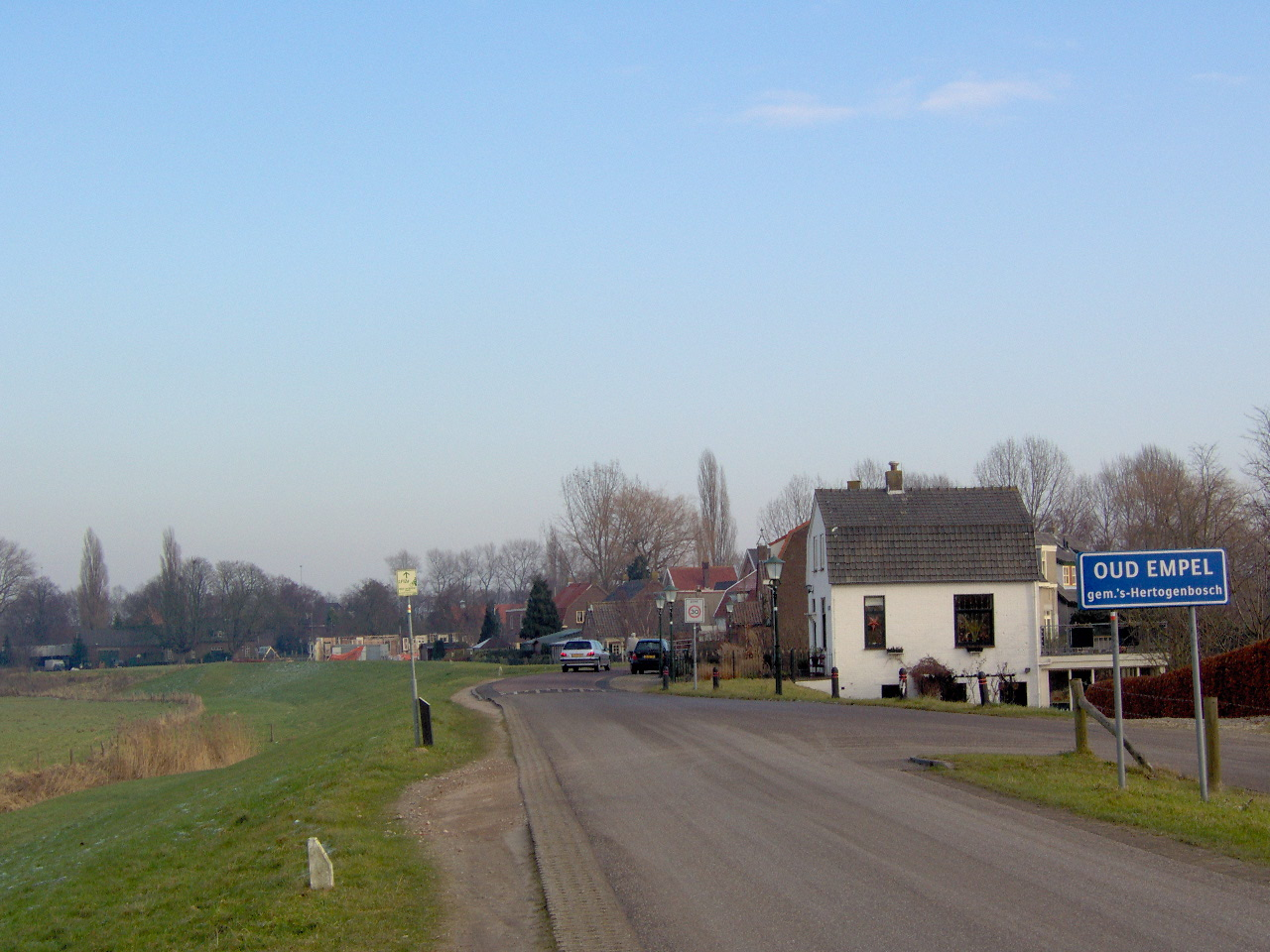
Entrée d'Oud-Empel, vue sur la digue